# El Capea (ganadería)
El Capea (denominada anteriormente Pedro y Verónica Gutiérrez Lorenzo y San Mateo) es una ganadería brava española cuyas reses pastan en la finca Espino Rapado, en el término municipal de San Pelayo de Guareña, al norte de la provincia de Salamanca; está inscrita en la Unión de Criadores de Toros de Lidia.
En 1977, Pedro Gutiérrez Moya “Niño de la Capea” adquiere a Carlos Urquijo de Federico una partida de toros con sangre murubeña, con la idea de recuperar el viejo encaste Murube, que estaba cayendo en desuso.
El actual hierro de la ganadería es el mismo hierro que utilizó José Moreno Santamaría cuando la compró en 1890 a Francisco Gallardo.

## Historia de la ganadería
José Moreno Santamaría adquiere en 1890 la ganadería a Francisco Gallardo, que a su vez la adquirió de dos ramas en que se dividió otra ganadería perteneciente a Carlos Conradi. Tras la muerte de José Moreno Santamaría en 1910, la ganadería se separa en dos partes que van a parar al hermano de José Moreno y a sus dos sobrinos. En 1948 ambos hermanos dividen la ganadería; tras el fallecimiento de Justo José Moreno Santamaría, su hija Pilar Rufino la hereda, y la mantendrá hasta el año 1983.
En 1983, José Romero Pérez compra a Pilar Rufino la vieja ganadería de Moreno Santamaría y elimina la selección de ganado bravo que ya tenía comprando al diestro Antonio Ordóñez una selección de 133 vacas, 36 machos y 5 sementales en la línea de Urquijo, con la que forma su propio ganado. Tres años más tarde es Pedro Gutiérrez Moya quien adquiere las reses y el hierro, trasladándolo todo desde El Castillo de las Guardas hasta su actual emplazamiento en San Pelayo de Guareña, formando así la ganadería.
Lidia su primera res el 16 de junio de 1987 con el hierro de Carmen Lorenzo, en un festival celebrado en la plaza de toros de La Glorieta de Salamanca a beneficio de las Hermanitas de los Pobres; el novillo se llamaba Pesetero y correspondió en suerte a José Ortega Cano, que lo indultó y fue utilizado como semental en la ganadería; de la semilla de Pesetero surgieron numerosas generaciones que dieron grandes triunfos a la ganadería.

### Toros célebres
- Pesetero: novillo utrero del hierro de Carmen Lorenzo, lidiado por José Ortega Cano en la plaza de toros de La Glorieta en un festival celebrado el 16 de junio de 1987. Fue el primer animal indultado de la ganadería.[14][15][16]
- Policía: toro de 575 kg de peso, lidiado por Javier Conde en la plaza de toros de El Bibio de Gijón el 11 de agosto de 1996. Conde le cortó las dos orejas y el toro fue premiado por la Unión Asturiana de Peñas Taurinas como el mejor de la Feria taurina de Begoña de ese año.[17]
- Culebrito: lidiado por Morante de la Puebla en la plaza de toros de Acho en la feria del Señor de los Milagros del año 2000; el animal fue premiado con la vuelta al ruedo y Morante le cortó las dos orejas. Posteriormente fue premiado con el Escapulario de Plata como el toro más bravo de la feria de ese año.[17]

- Esmeraldo: lidiado por Guillermo Hermoso de Mendoza en la Plaza de toros de la Maestranza en la Feria de San Miguel el 26 de septiembre del año 2021, el cual Hermoso le corto las dos orejas y fue premiado con una gran ovación en el arrastre.[18]

## Carmen Lorenzo

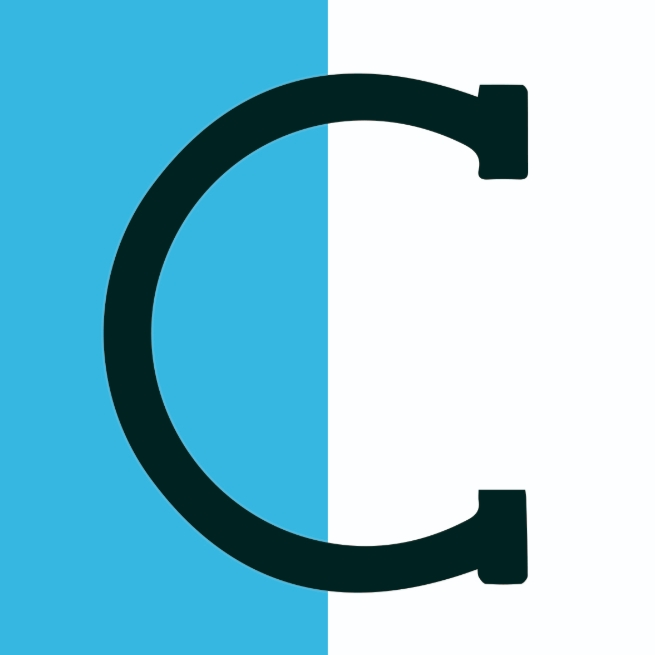
Hierro y divisa de la ganadería Carmen Lorenzo, también propiedad de Capea.

Pedro Gutiérrez Moya compra la primera parte de la ganadería en 1979 a Carlos Urquijo de Federico y la inscribe a nombre de su mujer, Dña. Carmen Lorenzo, integrándose de esta manera en el mundo ganadero; los toros están marcados con el hierro C, que simboliza el nombre de Carmen Lorenzo, esposa de Niño de la Capea y titular de la ganadería.
La finca donde se encuentra la ganadería está divivida en siete cercados, de los que sólo 5 tienen un semental, que se emplea para la cubrición entre los meses de noviembre y junio; de esta forma se obtiene un control de posibles secuencias de consanguinidad entre las reses. Son en total 430 vacas las que se emplean, y cuyos descendientes machos son trasladados a la finca Espino Rapado para ser criados como futuros toros de lidia.

## Características
La ganadería está formada por toros de procedencia Murube-Urquijo. Atienden en sus características zootécnicas las que recoge como propias el Ministerio del Interior:
- Toros con gran volumen corporal, con cabeza grande, carifoscos, destacando perfil cefálico subconvexo o recto, con hocico chato y ancho. Son anchos y profundos de tórax, bien enmorrillados, la papada alcanza bastante desarrollo, son badanudos y de mucho hueso, con borlón de la cola abundante.[22]
- Predominan las encornaduras brochas o en corona, de desarrollo medio, de coloración blanquecina o negruzca.[23]
- Los ejemplares son generalmente de pinta negra y excepcionalmente pueden darse algunos castaños y tostados. Los accidentales son bastante limitados, fundamentalmente el bragado, meano, listón y, a veces, chorreado.

## Premios y reconocimientos
- 1997: Premio Toro de Oro al Mejor Toro de la Feria de Salamanca por Ladrillero, lidiado por Enrique Ponce el 17 de septiembre. Fue premiado con la vuelta al ruedo y Ponce le cortó las dos orejas y el rabo.[17][24][25][26]
- 2000: Premio Escapulario de Plata al toro más bravo de la Feria del Señor de los Milagros de Lima (Perú), por el toro Culebrito, lidiado por Morante de la Puebla.
- 2005: Premio Toro de Oro al Mejor Toro de la Feria taurina de la Virgen de la Vega, por Talador, lidiado por David Fandila “El Fandi” el 15 de septiembre.[24]